# Cymbopetalum mirabile
Cymbopetalum mirabile R.E.Fr. – gatunek rośliny z rodziny flaszowcowatych (Annonaceae Juss.). Występuje naturalnie w Gwatemali oraz meksykańskim stanie Chiapas. 

## Morfologia
PokrójZimozielone drzewo lub krzew dorastające do 1,5–6 m wysokości.
LiścieMają kształt od eliptycznego lub lancetowatego do odwrotnie lancetowatego. Mierzą 12–21 cm długości oraz 3,2–6 cm szerokości. Nasada liścia jest rozwarta. Liść na brzegu jest całobrzegi. Wierzchołek jest spiczasty. Ogonek liściowy jest owłosiony i dorasta do 1–3 mm długości.
KwiatyZebrane w pęczki. Rozwijają się w kątach pędów lub na bezpośrednio na gałęziach (kaulifloria). Działki kielicha mają owalny kształt i dorastają do 3–4 mm długości. Płatki mają kształt od eliptycznego do owalnego i osiągają do 9–30 mm długości. Kwiaty mają 5–10 słupków.
OwocePojedyncze. Mają podłużny kształt. Osiągają 30–40 mm długości.

## Biologia i ekologia
Rośnie w wiecznie zielonych lasach. Występuje na wysokości do 1200 m n.p.m.